# 楊子亮
楊子亮 MLA（？—），加拿大政治人物，2024年起以卑詩新民主黨黨員身份擔任卑詩省議會溫哥華耶魯鎮選區議員，並在省長尹大衛內閣中出任社區安全及綜合服務省務廳長。

## 生平
楊子亮生於香港，13歲時往英國就讀寄宿學校，後於美國南加州大學修讀社會服務及國際關係，從該校取得學士學位，並從加拿大皇家漢樑大學獲取領導及培訓碩士學位。他於1990年代初遷居溫哥華並加入溫市警察局成為警官，執勤三十年並晉升至督察。
他曾任大溫哥華大哥哥協會和卑詩司法學院等機構之理事，並曾任移民服務機構中僑互助會副主席和主席。他亦曾任溫哥華市級政黨無黨派協會理事至2018年；其妻子楊瑞蘭（Sarah Kirby-Yung）於同年市選代表該黨當選溫哥華市議員。
2024年8月他在無競爭對手下自動獲取卑詩新民主黨溫哥華耶魯鎮選區候選人資格，並於同年10月省選中以約49%得票擊敗保守黨候選人鄭慧蘭（Melissa De Genova），首度當選省議員。同年11月他獲省長尹大衛委派入閣，出任社區安全及綜合服務省務廳長。